# Gare de Limal
La gare de Limal est une gare ferroviaire de la Ligne 139 de Louvain à Ottignies se trouvant dans la commune belge de Wavre.
Elle est une des stations de la Ligne S20 du RER bruxellois de la ligne S61 du RER de Charleroi.

## Histoire
La gare de Limal est mise en service le 18 août 1855, lors de l'ouverture de la section de Louvain à Wavre réalisée par la compagnie du Chemin de fer de Charleroi à Louvain qui construisit les lignes 139 et 140.
Cette compagnie, devenue Chemins de fer de l'est-belge en 1859, devint par fusion la compagnie du Grand Central belge entre 1864 et 1871. L'administration des chemins de fer de l'État belge reprit le contrôle du Grand Central belge entre 1897 et 1898 et nationalisa son réseau.
Le Chemin de Fer Charleroi-Louvain y bâtit un bâtiment de gare qui existe toujours mais n’est plus utilisé pour l’accueil des voyageurs.

### Le bâtiment de la gare
La compagnie Charleroi-Louvain construit des bâtiments identiques à Gastuche, Court-Saint-Étienne, Limal et La Roche. Ils étaient vraisemblablement symétriques avant d'être agrandis avec un corps central de deux niveaux à trois travées sous bâtière encadré par deux ailes à un niveau de deux travées sous bâtière. Leur style était caractéristique avec une construction en briques, un large oculus à chaque pignon pour toutes les ailes, des pilastres d'angle, des corniches à denticules et chaque percement surmonté d'un larmier en brique qui se prolonge sur tout le bâtiment par un cordon.
La gare de Limal a par la suite été agrandie en deux fois, d'abord en construisant une nouvelle aile de cinq travées un peu plus basse et moins décorée du côté du passage à niveau puis, plus tard, par la construction d’une aile basse de l’autre côté qui compte quatre travées.
Après la fermeture des guichets, la gare a été réaffectée comme bureaux pour la société Vecturis, opérateur ferroviaire privé à l’étranger.

## Service des voyageurs

### Desserte
Limal est desservie par des trains Suburbains (S) de la SNCB qui effectuent des missions sur la ligne 139 (Louvain - Ottignies).
En semaine, elle est desservie deux fois par heure par des trains S20 reliant Louvain à Ottignies et une fois par heure par des trains S61 de Jambes (Namur) à Wavre via Charleroi-Central.
Les week-ends et jours fériés, la desserte comprend un train S20 par heure entre Louvain et Ottignies.

## Comptage voyageurs
Ce graphique et tableau montre le nombre de voyageurs embarquant en moyenne durant la semaine, le samedi et le dimanche.
| Nombre de passagers qui embarquent à la gare de Limal | Nombre de passagers qui embarquent à la gare de Limal | Nombre de passagers qui embarquent à la gare de Limal | Nombre de passagers qui embarquent à la gare de Limal |
|                                                       | Semaine                                               | Samedi                                                | Dimanche                                              |
| ----------------------------------------------------- | ----------------------------------------------------- | ----------------------------------------------------- | ----------------------------------------------------- |
| 1977                                                  | 510                                                   | 136                                                   | 65                                                    |
| 1978                                                  | 498                                                   | 110                                                   | 42                                                    |
| 1979                                                  | 531                                                   | 118                                                   | 67                                                    |
| 1980                                                  | 547                                                   | 107                                                   | 55                                                    |
| 1981                                                  | 443                                                   | 76                                                    | 47                                                    |
| 1982                                                  | 459                                                   | 122                                                   | 51                                                    |
| 1983                                                  | 462                                                   | 59                                                    | 30                                                    |
| 1984                                                  | 532                                                   | 58                                                    | 44                                                    |
| 1985                                                  | 533                                                   | 136                                                   | 27                                                    |
| 1986                                                  | 448                                                   | 68                                                    | 30                                                    |
| 1987                                                  | 472                                                   | 66                                                    | 43                                                    |
| 1988                                                  | 518                                                   | 104                                                   | 44                                                    |
| 1989                                                  | 459                                                   | 69                                                    | 53                                                    |
| 1990                                                  | 366                                                   | 72                                                    | 32                                                    |
| 1991                                                  | 460                                                   | 61                                                    | 27                                                    |
| 1992                                                  | 442                                                   | 55                                                    | 38                                                    |
| 1993                                                  | 419                                                   | 74                                                    | 34                                                    |
| 1994                                                  | 341                                                   | 64                                                    | 30                                                    |
| 1995                                                  | 339                                                   | 41                                                    | 47                                                    |
| 1996                                                  | 354                                                   | 68                                                    | 40                                                    |
| 1997                                                  | 400                                                   | 84                                                    | 37                                                    |
| 1998                                                  | 279                                                   | 59                                                    | 27                                                    |
| 1999                                                  | 301                                                   | 50                                                    | 34                                                    |
| 2000                                                  | 274                                                   | 116                                                   | 36                                                    |
| 2001                                                  | 290                                                   | 49                                                    | 29                                                    |
| 2002                                                  | 237                                                   | 60                                                    | 39                                                    |
| 2003                                                  | 337                                                   | 72                                                    | 44                                                    |
| 2004                                                  | 330                                                   | 60                                                    | 43                                                    |
| 2005                                                  | 391                                                   | 66                                                    | -                                                     |
| 2006                                                  | 390                                                   | 112                                                   | 62                                                    |
| 2007                                                  | 386                                                   | 104                                                   | 44                                                    |
| 2008                                                  | -                                                     | -                                                     | -                                                     |
| 2009                                                  | 372                                                   | 94                                                    | 59                                                    |
| 2010                                                  | -                                                     | -                                                     | -                                                     |
| 2011                                                  | -                                                     | -                                                     | -                                                     |
| 2012                                                  | 356                                                   | 65                                                    | 67                                                    |
| 2013                                                  | 345                                                   | 65                                                    | 47                                                    |
| 2014                                                  | 341                                                   | 121                                                   | 86                                                    |
| 2015                                                  | 309                                                   | 57                                                    | 47                                                    |
| 2016                                                  | 371                                                   | 79                                                    | 58                                                    |
| 2017                                                  | 374                                                   | 49                                                    | 54                                                    |
| 2018                                                  | 374                                                   | 59                                                    | 56                                                    |
| 2019                                                  | 328                                                   | 17                                                    | 22                                                    |
| 2020                                                  | 248                                                   | 57                                                    | 38                                                    |
| 2021                                                  | -                                                     | -                                                     | -                                                     |
| 2022                                                  | 419                                                   | 125                                                   | 116                                                   |
| 2023                                                  | 378                                                   | 179                                                   | 141                                                   |
| 2024                                                  | 356                                                   | 162                                                   | 136                                                   |